# Automobile Spitznamen

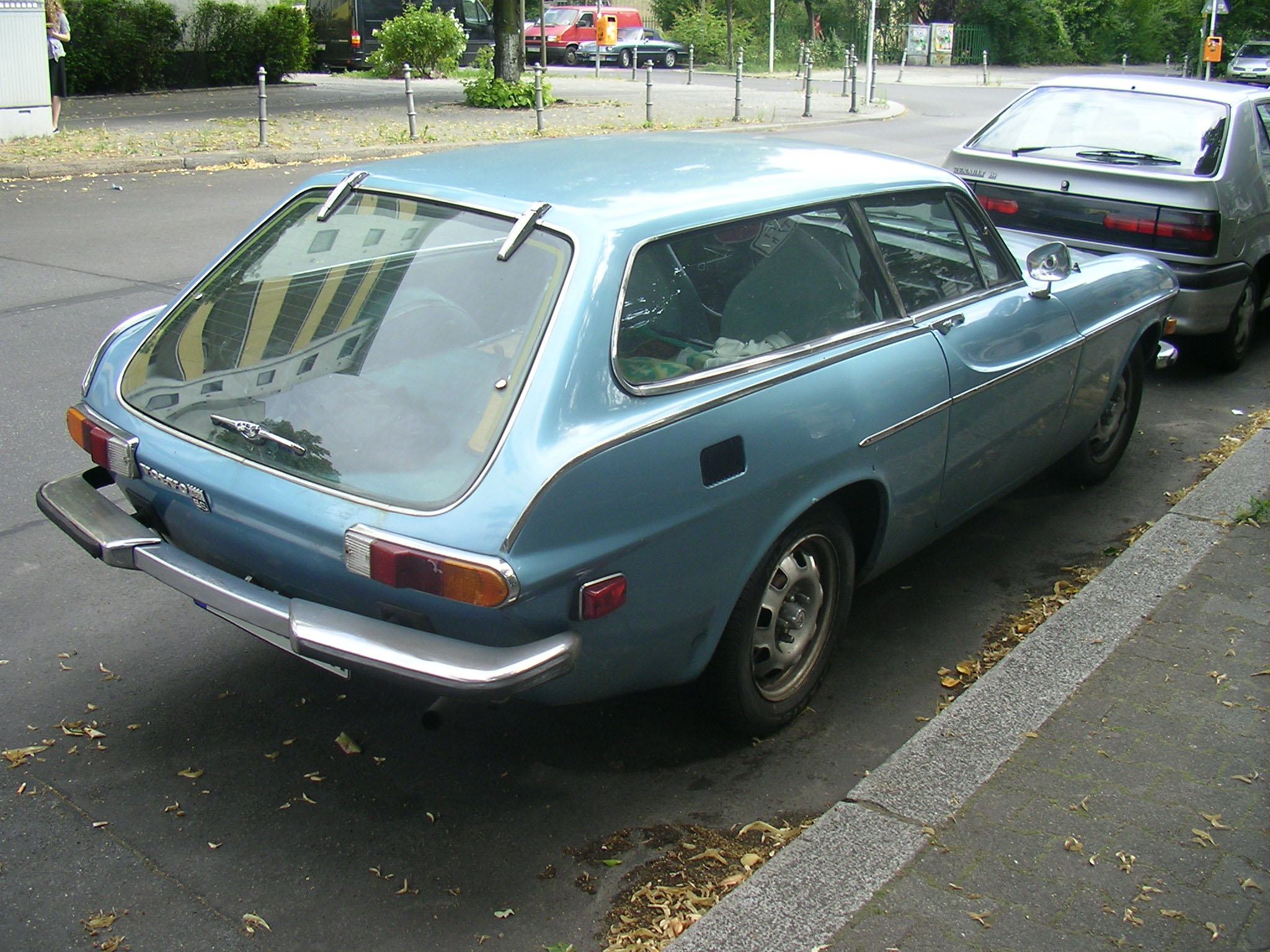
Wegen seines gläsernen Hecks erhielt er den Spitznamen „Schneewittchensarg“: der Volvo P 1800 ES

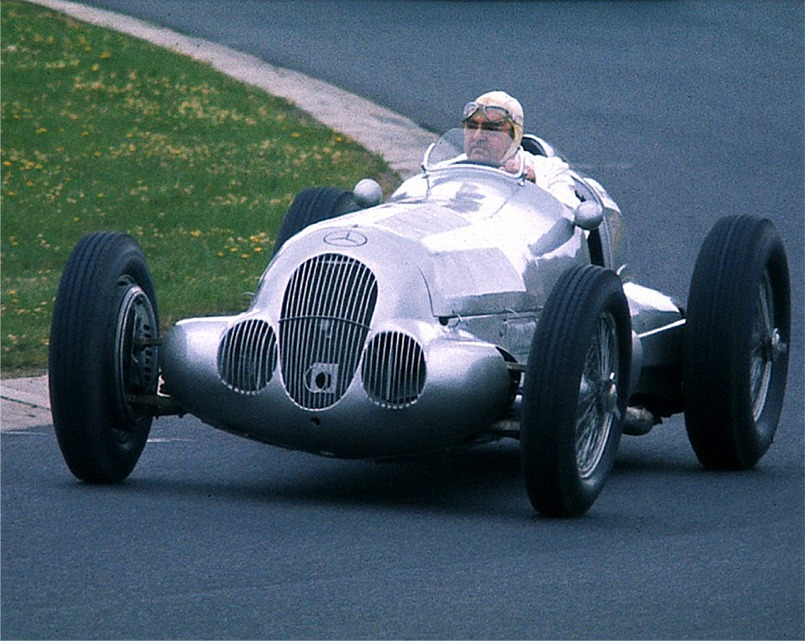
Mercedes-Benz W 125 „Silberpfeil“

Automobile Spitznamen sind inoffizielle Bezeichnungen, Spott- oder Kosenamen für bestimmte Automodelle. Solche Spitznamen gibt es seit Beginn der automobilen Entwicklung. Schmeichelhaft, liebevoll, spöttisch oder abwertend entstehen sie oft für Fahrzeuge, die aufgrund ausgeprägter Eigenschaften das besondere Interesse des Publikums wecken. Einige der erfolgreichsten Modelle der Automobilgeschichte sind unter ihrem Spitznamen bekannter als unter der offiziellen Bezeichnung.
Der erste Volkswagen hieß zu Produktionsbeginn offiziell nicht „Käfer“, aber Ende der 1960er Jahre wurde das im 20. Jahrhundert meistgebaute Automobil im deutschsprachigen Raum unter diesem Namen vertrieben. Auch Volkswagen verwendete ihn schließlich selbst in der Werbung (Der Käfer … er läuft … und läuft … und läuft …). In den USA wird der Käfer „Beetle“, in Mexiko „Vocho“, in Brasilien „Fusca“ und in Frankreich „Coccinelle“ (Marienkäfer) genannt.
„Tin Lizzie“ („Blechliesel“) von Ford bezeichnet das Ford-T-Modell, das erste Volksauto und eines der meistgebauten Automobile.
Auch zahlreiche andere Autotypen haben im Volksmund Spitznamen erhalten, die über einfache Abkürzungen, wie z. B. Diplo für den Opel Diplomat oder Commo für den Opel Commodore hinausgingen.
Neben den hier genannten Spitznamen für bestimmte Autotypen bzw. Automodelle gibt es sie auch für spezifische einzelne Fahrzeuge (wie z. B. „Herbie“ und „Dudu“ für den VW Käfer aus den bekannten Filmen), Fantasiefahrzeuge (wie z. B. das „Batmobil“), Spezialfahrzeuge wie das „Papamobil“, Rennwagen wie das „Pink Pig“ (ein Porsche 917/20, auch „Die Sau“ genannt wegen seiner Lackierung), das „Turbinchen“ (ein Porsche 996 Turbo in der Rennversion von Jürgen Alzen Motorsport) oder die „Schwarze Witwe“ (ein Opel Rekord C als Renntourenwagen).
„Silberpfeil“ ist der inoffizielle Name der deutschen Grand-Prix-Rennwagen von Mercedes-Benz und Auto Union von 1934 bis 1939. Auch der 1954/55 von Mercedes-Benz in der Formel 1 eingesetzte W 196 und der 1952 und 1955 werksseitig eingesetzte Sportwagen 300 SL(R) wurden so genannt. Später wurden – bis in die heutige Zeit – einige Rennwagen ebenfalls so bezeichnet.
Auch Bezeichnungen für eine bestimmte Gruppe von Automobilen sind verbreitet, z. B. „Bauernporsche“ für Sportversionen von Alltagsautos oder „motorisierte Einkaufskörbe“ für kleine Einkaufsflitzer. Im süddeutschen Raum ist der Begriff „Rennsemmel“ für kleine sportliche Autos geläufig.
Zudem geben manche Autobesitzer ihrem Wagen einen individuellen (Spitz)namen. Umgekehrt wurde der Name der Frankfurter Prostituierten Rosemarie Nitribitt, die zeitweise einen schwarzen Mercedes 190 SL mit roten Ledersitzen fuhr, nach deren spektakulärer Ermordung auf den Fahrzeugtyp übertragen.
Auch Motorräder erhielten mitunter Spitznamen. So wurde z. B. die DKW RM 350 wegen ihres kreischenden Motorgeräusches auch „Singende Säge“ genannt. Als den „Grünen Elefanten“ kennt man die Zündapp KS 601, als „Schwarze Josefine“ eine 250er Zweitakt-Zweizylinder-Tornax und „Gummikuh“ werden die ersten Vollschwingenmodelle von BMW genannt. Die Honda CX 500 schließlich bekam den wenig schmeichelhaften Beinamen „Güllepumpe“.
Bei Lastkraftwagen gibt es das Beispiel der Frontlenker-Lkw von Mercedes-Benz, die 1963 auf den Markt kamen. Sie hatten keine Motorhaube mehr, sondern eine kubische Kabine, in der der Fahrer über der Vorderachse saß. Die Fahrerhäuser waren nicht kippbar, sodass die Wartung durch zahlreiche Klappen und Türchen erfolgen musste, die über das ganze Fahrzeug verteilt waren. Dieser Umstand brachte diesen Fahrzeugen bei Fahrern und Mechanikern rasch den wenig schmeichelhaften Spitznamen „Adventskalender“ ein. Der von 1958 bis 1961 gebaute Typ LP 333 wurde wegen seiner zwei lenkbaren Vorderachsen scherzhaft „Tausendfüßler“ genannt.

## Herkunft bzw. Ursprung
Meist ist ein äußeres Merkmal der Ursprung für den Spitznamen eines Autotyps. Der „Adenauer-Mercedes“, der „Strich-Achter“, „Die Göttin“ für den Citroën DS oder der „Gangster-Citroën“ sind einige der Ausnahmen, die ihren Spitznamen auf andere Weise erlangten.
Recht häufig wurden in Deutschland Fahrzeuge der Marken Mercedes, VW und Fiat mit Spitznamen versehen. Fast jede Modellgeneration des Ford Taunus (1939 bis 1976) erhielt einen anderen Namen im Volksmund, zumeist weil das amerikanisierte Design den deutschen Geschmack verfehlte und als überladen, kitschig oder hässlich galt.
In der DDR gab es nur sehr wenige Automodelle; der Trabant erhielt viele Spitznamen.
Spitznamen für Automodelle sind seltener geworden. Zumeist erhalten heute solche Autos Spitznamen, deren Design allgemein als misslungen angesehen wird.

## Liste
| Spitzname | Fahrzeugtyp                                 | Produktion | Foto | Hintergrund des Spitznamens |
| --- | ------------------------------------------- | ---------- | ---- | --- |
| „Tin Lizzie“ („Blechliesel“) | Ford T-Modell                               | 1908–1927  |      | Das Ford Erfolgsmodell war eine kreuzbrave „Liesel“ für den kleinen Geldbeutel, die aufgrund des filigranen Äußeren, das ausschließlich in Schwarz erhältlich war, etwas blechern aussah. |
| „Doktorwagen“ | Opel 4/8 PS                                 | 1909–1910  |      | Der Zweisitzer war im Vergleich zu anderen Autos dieser Zeit klein und wendig und wurde von vielen Ärzten für Hausbesuche benutzt, wodurch er schnell den Spitznamen „Doktorwagen“ bekam. |
| „Puppchen“ | Wanderer W1–W3                              | 1912–1926  |      | Das Lied „Puppchen, du bist mein Augenstern“ aus der Operette „Die keusche Susanne“ von 1910 war sehr populär. Und da der Wanderer so klein und niedlich war, wurde er vom Volksmund bald nur noch „Puppchen“ genannt. |
| „Laubfrosch“ | Opel 4 PS                                   | 1924–1931  |      | Im Gegensatz zu den damals üblichen Automobilen war er klein und grün statt groß und schwarz und wurde deshalb vom Volksmund „Laubfrosch“ genannt. Er ist ein Plagiat des Citroën Typ C, der ausschließlich in der Farbe Gelb produziert wurde. Daher stammt angeblich das Sprichwort „Dasselbe in Grün“. |
| „Kommissbrot“ | Hanomag 2/10 PS                             | 1925–1928  |      | Dieses revolutionäre, aber auch vielfach belächelte Auto erhielt wegen seiner „Brotform“ den Spitznamen „Kommissbrot“. Die Redewendung Ein bisschen Blech, ein bisschen Lack, fertig ist der Hanomag! ist ebenfalls ihm zu verdanken. |
| „Jakob“ oder „Jacob“ | Volvo ÖV4                                   | 1927–1929  |      | Der Volvo ÖV 4 ist der erste Serien-PKW von Volvo. Er ist, da einer der 10 Prototypen am Namenstag von Jacob fertiggestellt wurde, auch unter dem Kosenamen „Jacob“ bekannt. |
| „Witwenmacher“ („The Widow-Maker“) | Bugatti Type 54                             | 1931–1932  |      | Das Fahrzeug war äußerst anspruchsvoll zu fahren und nicht ungefährlich. Neben Graf Czaykowski in Monza 1933 fand auch Prinz Jiri Lobkowicz aus Böhmen den Tod in einem Type 54, sodass das Auto in England fortan „The Widow-Maker“ (Witwenmacher) genannt wurde. Der Begriff wird aber auch anderweitig verwendet. |
| „Gangster-Citroën“, „l’attraction“ (franz. für: die Attraktion) | Citroën Traction Avant                      | 1934–1957  |      | „Traction Avant“ („Vorderradantrieb“) war 1934 so revolutionär, dass dafür bis heute der Begriff „l’attraction“ (franz. „die Attraktion“) statt gleichklingend „la traction“ (franz. „der Antrieb“) verwendet wird. Er wurde aufgrund seiner hervorragenden Straßenlage als „Gangster-Citroën“ bekannt, denn damit eignete er sich der Legende nach zum idealen Fluchtfahrzeug. Die einschlägigen Filmszenen aus den 1930er Jahren, in denen bewaffnete Gangster aus den geöffneten Selbstmördertüren schossen, haben ihren Teil dazu beigetragen.                                                                                     |
| „Steyr-Baby“ | Steyr 50                                    | 1936–1940  |      | Er galt als österreichischer „Volkswagen“ und wurde „Steyr-Baby“ genannt. |
| „Autobahnadler“ | Adler 2,5 Liter                             | 1936–1940  |      | Der Volksmund gab ihm den Beinamen, weil er mit Sechszylindermotor, 58 PS und Aerodynamikkarosserie fast 130 km/h erreichte. Das war 1938 sensationell. |
| „Topolino“ | Fiat 500 A                                  | 1937–1955  |      | Der erste Fiat 500 wurde in Italien „Topolino“ („Mäuschen“) genannt. Das ist der italienische Name der Comicfigur „Mickey Mouse“ und der Name der dazugehörigen Comic-Hefte, die damals auf den Markt kamen. |
| „Käfer“; auch „Beetle“ (USA), „Vocho“ (Mexico), „Fusca“ (Brasilien) und viele andere | VW Käfer                                    | 1938–2003  |      | Die Silhouette erinnert an ein krabbelndes Insekt. Wer den Volkswagen aber erstmals „Käfer“ nannte, ist nicht überliefert. Wegen seines leicht gewölbten Hecks und einer gewissen Ähnlichkeit mit den frühen Sportwagen von Porsche wird er gelegentlich auch als „Buckelporsche“ bezeichnet. Darüber hinaus hat wohl kein anderes Fahrzeug international so viele individuelle Beinamen wie der VW Käfer. |
| „Buckeltaunus“ | Ford 1939er Taunus                          | 1939–1952  |      | Seine Karosserie mit Fließheck, die ihn eindeutig von allen anderen Taunus-Modellen, die bis in die 1970er Jahre gebaut wurden, unterscheidet, brachte ihm den bis heute gebräuchlichen Spitznamen „Buckeltaunus“ ein. |
| „Cremeschnittchen“ | Renault 4CV                                 | 1946–1961  |      | Bei Produktion der ersten Serie verwendete Renault Restposten von beiger Wüstentarnfarbe des deutschen Afrikakorps. Im französischen Volksmund wurde der Wagen deshalb „Motte de Beurre“ („Butterklumpen“) genannt. Der Spitzname „Cremeschnittchen“ stammt aus dem Saarland, wo der Wagen wegen der damaligen Zollunion mit Frankreich sehr verbreitet war. |
| „Katzenbuckel“, „Buckelvolvo“ | Volvo PV444/544                             | 1947–1958  |      | Die eigentümliche Form des „Rückens“ brachte dem Volvo seinen Namen ein. |
| „Leukoplastbomber“ | Lloyd                                       | 1949–1961  |      | Die Sperrholzkarosserie der ersten Modelle dieses Kleinwagens war mit einem Kunstleder überzogen, das bis zu einem gewissen Grad dem Heftpflaster „Leukoplast“ ähnelte. Spätere Ausführungen hatten zwar eine Ganzstahlkarosserie, aber der Spitzname blieb trotzdem. Das Grundwort „Bomber“ könnte eine Anspielung auf das Heulen des kleinen luftgekühlten Motors gewesen sein. |
| „Tantchen“ („Auntie“) | Rover P4                                    | 1949–1964  |      | Bekannt wurde der Rover P4, insbesondere gegen Ende seiner Bauzeit wegen seines biederen Aussehens auch unter dem Spitznamen „Tantchen“ („Auntie“). |
| „Ente“ | Citroën 2CV                                 | 1949–1990  |      | Der Name geht auf das Märchen „Das hässliche Entlein“ von Hans Christian Andersen zurück. Früher hatte Citroën als Firmenlogo einen Schwan, „Le Moteur Flottant“. Ein Journalist schrieb auf dem Pariser Autosalon 1948 über den 2CV: „Er ist wie ein häßliches Entlein zwischen diesen Schwänen.“ Der Name „Ente“ ist geblieben. |
| „Bulli“ | VW-Bus                                      | 1950–heute |      | Obwohl der Spitzname so weit verbreitet ist, dass gemeinhin angenommen wird, das Fahrzeug hieße wirklich so, ist nicht bekannt, welchen Ursprung der Spitzname „Bulli“ tatsächlich hat. Bis 2007 durfte aber VW den Namen nicht führen, da Kässbohrer eine Pistenraupe mit dem geschützten Namen 'Bully' produzierte. |
| „Banane“ | Rometsch Beeskow                            | 1951–1956  |      | Der Rometsch Beeskow war ein Zweisitzer auf der Basis des VW Käfer. Wegen seiner vorn und hinten „krummen“ Seitenlinie wurde er spöttisch Banane genannt. |
| „Adenauer“ | Mercedes-Benz 300 d                         | 1951–1957  |      | Bundeskanzler Konrad Adenauer wählte den großen, vornehmen Mercedes-Benz 300 d als seinen zweiten Dienstwagen. Ausschlaggebend soll der Legende nach gewesen sein, dass er in dem hoch gebauten Fahrzeug seinen steifen Hut aufbehalten konnte, was im BMW 505, der auch zur Wahl stand, nicht möglich gewesen sei. So wurde Adenauer zum berühmtesten Werbeträger und zugleich Namensgeber des Fahrzeuges. |
| „Weltkugel“ | Ford 1952er Taunus                          | 1952–1955  |      | Nur dieses Modell von Ford hatte in der Mitte der Kühlermaske eine kleine Weltkugel als Stilelement. |
| „Weichblitz“ | Opel Blitz                                  | 1952–1960  |      | Aufgrund seines rundlichen Designs erhielt der Wagen im Volksmund den Namen „Weichblitz“ |
| „Barockengel“ | BMW 501/502                                 | 1952–1964  |      | Voluminöse, barocke Formen und ausladende Kotflügel prägten das Bild dieses bei seiner Einführung schon etwas altmodischen Autos. |
| „Brezelkäfer“ | VW Typ 1                                    | bis 1953   |      | Das geteilte Heckfenster der ersten VW Typ 1 bzw. Käfer (bis 1953) erinnerte an eine Brezel und führte zu der Bezeichnung „Brezelkäfer“, im Gegensatz zu den anschließenden „Ovalis“. |
| „Haifischmaul“ | Opel Olympia Rekord                         | 1953–1954  |      | „Der Haifisch, der hat Zähne …“: Die maulartige Kühlermaske erinnert viele Betrachter hieran. |
| „Ovali“ | VW Käfer                                    | 1953–1956  |      | Wer im Internet einen VW Käfer der Baujahre 1953 bis 1956 sucht, gibt am besten „Ovali“ ein, so genannt nach dem ovalen Heckfenster ohne den Mittelsteg des ursprünglichen „Brezelfensters“ des ersten VW Typ 1. |
| „Käseglocke“, „Mensch in Aspik“, „Schneewittchensarg“, „rollende Zigarre“ | Messerschmitt Kabinenroller                 | 1953–1964  |      | Er hatte wie auch der vierrädrige TG 500 der Fahrzeug- und Maschinenbau Regensburg statt eines Stahldaches eine komplett transparente, langgestreckte Plexiglaskuppel unter der die Menschen wie unter einer Käseglocke saßen. Wie später beim Volvo P1800 wurde man unter anderem auch an Schneewittchen erinnert. |
| „Gullwing“ („Möwenflügel“) | Mercedes-Benz 300 SL                        | 1954–1957  |      | Die Flügeltüren erinnern im geöffneten Zustand an die Flügel einer Seemöwe, weshalb der Wagen in den USA „Gullwing“ genannt wurde. Der Roadster blieb ob der fehlenden Flügeltüren ohne Spitznamen. |
| „Ponton“ | Mercedes-Benz W 105/W 120/W 121/W 128/W 180 | 1954–1961  |      | Der erste Mercedes-Benz mit selbsttragender Stahlkarosserie wurde, wie Mercedes-Benz in der Werbung hervorhob, in „Pontonbauweise“ gebaut, was gleichzeitig den Spitznamen begründete. |
| „Knutschkugel“, auch „Schlaglochsuchgerät“ | BMW Isetta                                  | 1955–1962  |      | Jungen unverheirateten Paaren bot dieser günstige, mehr oder minder kugelförmige Kleinstwagen in den prüden 1950er-Jahren eine willkommene Möglichkeit sich näherzukommen. Des Weiteren war es wegen der vier Spuren bzw. versetzten Räder praktisch unmöglich, einem Schlagloch auszuweichen. |
| „Nitribitt-SL“ | Mercedes 190 SL                             | 1955–1963  |      | Die Edelprostituierte Rosemarie Nitribitt, die einen solchen Wagen fuhr und unter bis heute ungeklärten Umständen ermordet wurde, hat diesem Modell zu seinem etwas anrüchigen Spitznamen verholfen. |
| „Hausfrauenporsche“ | VW Karmann Ghia                             | 1955–1974  |      | Diesen Beinamen erhielt der VW Karmann Ghia, weil er ein besonders bei der Damenwelt beliebter Sportwagen war. Der Spitzname lebte beim Porsche 924 aus denselben Gründen wieder auf. |
| „Göttin“ | Citroën DS                                  | 1955–1975  |      | Die beiden Buchstaben „DS“ werden auf Französisch „Déesse“ ausgesprochen, was auf Deutsch „Göttin“ heißt. Citroën setzte die Tradition doppeldeutiger Buchstabenkombinationen in den folgenden Jahren fort. So gab es „ID“, gesprochen l’idée („die Idee“), „LN“ für „Hélène“ oder „LNA“ für „Helena“. |
| „Cellokasten“ („Silberfloh“) | Fuldamobil                                  | 1956–1958  |      | Ab 1952 wurde zunächst eine eckigere, mit Aluminium verkleidete Karosserie verwendet, daraus resultierte der Spitzname „Silberfloh“. Das ungewöhnliche bauchige Aussehen des Modells im nächsten Jahr brachte ihm schnell den Spitznamen „rollender Cellokasten“ ein. |
| „Feuervogel“, „Brathähnchen“ | Victoria Spatz                              | 1956–1958  |      | Der Kleinstwagen aus Kunststoff stand im Ruf großer Feuergefährlichkeit, nachdem einige Fahrzeuge in Flammen aufgegangen waren. Die gelegentlich gebrauchten Spitznamen des Wägelchens, von dem nur knapp 1600 Stück gebaut wurden, deuten darauf hin. |
| „Barocktaunus“ | Ford 1957er Taunus                          | 1957–1960  |      | Der Ford P2 wurde wegen seiner amerikanischen Form im Stile der 1950er Jahre, die für den europäischen Geschmack überladen schien, „Barocktaunus“ genannt. |
| „Bauern-Buick“ | Opel Rekord                                 | 1957–1960  |      | Eine an das amerikanische Design der Konzernmutter General Motors angelehnte Karosserie des Opel, der im Gegensatz dazu im Ruf einer braven Familienkutsche stand, ließ die Menschen an einen amerikanischen Straßenkreuzer mit bescheidenerem Kern denken. |
| „Trabi“, „Rennpappe“, „Sachsenporsche“, „Fluchtkoffer“, „Mercedes Krenz“, „Überdachte Zündkerze“, „Regenschirm mit Rädern“, „Carton de blamage“, „Mumie mit Herzschrittmacher“ (nur 4-Takter), u.A. | Trabant                                     | 1957–1991  |      | Die Beplankung der ansonsten selbsttragenden Karosserie besteht größtenteils aus baumwollverstärktem Phenoplast, im Volksmund abschätzig als „Pappe“ bezeichnet. |
| „Schlüssellochkapitän“ | Opel Kapitän                                | 1958–1959  |      | Die Form seiner Heckleuchten gab ihm seinen Spitznamen. |
| „Froschauge“ (Frogeye) | Austin-Healey Sprite Mk I                   | 1958–1961  |      | Die Anordnung der Scheinwerfer auf der Motorhaube erinnerte an Froschaugen und führte zu dem weithin gebräuchlichen Namen für den Austin-Healey Sprite Mark I. |
| „Dame“ | Porsche 356 mit 60-PS-Motor                 | 1958–1963  |      | Der Porsche 356 mit der schwächsten Motorisierung (60 PS) war auch unter der charmanten Bezeichnung „Dame“ bekannt. |
| „Streifentaunus“ | Ford 1959er Taunus                          | 1959–1962  |      | Nach der Modellpflege deutlich umgestaltet, war der Taunus 12M etwas niedriger und ohne seine typische Weltkugel. Stattdessen bekam er breite weiße Seitenstreifen, die ihm den Spitznamen „Streifentaunus“ einbrachten. |
| „Das Schwein“ | Austin Healey 3000                          | 1959–1967  |      | Die Rennfahrerin Pat Moss, Schwester von Stirling Moss, nannte das Auto wegen seines unberechenbaren Fahrverhaltens „the pig“ („das Schwein“). |
| „Heckflosse“ | Mercedes-Benz W 110 und Mercedes-Benz W 111 | 1959–1968  |      | Mercedes-Benz nannte die hochgezogene, eckige Form der hinteren Kotflügel vornehm „Peilstege“, die angeblich dazu gedacht waren, das Rückwärtseinparken zu erleichtern. Das Publikum erkannte jedoch gleich, dass dies vielmehr eine dezente Art war, der amerikanischen Heckflossenmode zu folgen. Auch in den USA wurde dies erkannt, und der Wagen wirkte angesichts der bei seinem Erscheinen bereits abklingenden Heckflossenmode etwas skurril. Er wurde in den USA „Fintail“ getauft. |
| „Vogelkäfig“ (Birdcage) | Maserati Tipo 61                            | 1960–1961  |      | Der Maserati Tipo 61, der unter anderem 1960 und 1961 das 1000-km-Rennen auf dem Nürburgring gewann, war allgemein als „Vogelkäfig“ oder „Birdcage“ bekannt; denn sein teilweise sichtbarer filigraner Gitterrohrrahmen erinnerte an die Stäbe eines Käfigs. |
| „Rasender Kofferraum“ | Opel Rekord P2 Coupé                        | 1960–1963  |      | Das überlange Heck des Coupés, das auf der Limousine basierte, deren Radstand man aus Kostengründen nicht verkürzt hatte, ließ den Wagen etwas gewöhnungsbedürftig aussehen. |
| „Badewanne“ | Ford 1960er Taunus                          | 1960–1964  |      | Die neumodische rundliche Form und die schlichte Gestaltung ohne den üblichen Chromschmuck ließen viele Menschen an eine Badewanne denken, da damals ausgesprochen moderne „Sanitärfarben“ verwendet wurden. |
| „Der Bucklige“, „Volksfiatowitsch“, „T-34 Sport“ | Saporoshez 965                              | 1960–1969  |      | Die ungewöhnliche Form verschaffte ihm in der DDR den Spitznamen „Der Bucklige“. Den zweiten Spitznamen „Volksfiatowitsch“ verdankt er seiner auffälligen Ähnlichkeit mit dem Fiat 600. „Fiatowitsch“ ist dem Russischen entlehnt und bedeutet so viel wie „Sohn des Fiat“. Das knatternde Geräusch des V4-Heckmotors führte wohl zu dem Namen „T-34 Sport“, angelehnt an den sowjetischen Panzer T-34. |
| „Dreikantschaber“ | Porsche 2000 GS-GT                          | 1963       |      | Neben der Karosserie des Typs 356 mit fließend abfallendem Heck baute Porsche eine Rennsportversion mit verkürztem Dach, deren Silhouette zunächst intern den Begriff „Dreikantschaber“ auslöste, unter dem der Wagen bald allgemein bekannt wurde. |
| „Kantenhauber“ | Alfa Romeo GT                               | 1963–1970  |      | Als sportlicher Bruder des Alfa Romeo Giulia hatte der GT bis 1970 eine eigentümliche Kante vor der Motorhaube, die zu dem Namen führte. In der Überarbeitung von 1970 verschwand dieses Designmerkmal. |
| „Pagode“ | Mercedes-Benz W 113                         | 1963–1971  |      | Die ungewöhnliche, nach innen gewölbte Dachform sollte den Einstieg in den niedrigen Sportwagen erleichtern. Sie erinnert an ein Pagodendach. Heute ist dieses Konstruktionsprinzip in ähnlicher Weise beim Peugeot RCZ wiederzufinden. |
| „Elfer“, „Neunelfer“ | Porsche 911 (alle)                          | 1963–heute |      | Der Porsche 911 wird bis heute – unabhängig von seiner tatsächlichen Typbezeichnung, wie z. B. 993 oder Carrera 4 – schlicht als „der Elfer“ bezeichnet. |
| „Große Wanne“ | Ford 1964er Taunus                          | 1964–1967  |      | Weil er der Formensprache des Vorgängers folgte, der den Spitznamen „Badewanne“ trug, nannte der Volksmund den in Länge und Breite gewachsenen Nachfolger konsequent „Große Wanne“. |
| „Fridolin“ | VW Typ 147                                  | 1964–1974  |      | Der VW Typ 147 wurde als Spezialfahrzeug bei Westfalia für die Deutsche Bundespost auf dem Chassis des VW Karmann-Ghia Typ 14 gebaut. Intern lief das Projekt zunächst unter dem Namen „Fridolin“, bis das Bundespostministerium auf „Sonderfahrzeug Post auf VW-Fahrgestell“ bestand. Doch der Name „Fridolin“ gelangte in die Öffentlichkeit und war fortan die allgemein gebräuchliche, wenn auch nicht offizielle Bezeichnung für den kleinen Posttransporter, der zur Briefkastenentleerung, für Eilzustellungen sowie im Fernsprech- und Landpostdienst eingesetzt wurde. 6129 „Fridolins“ wurden von 1964 bis 1974 hergestellt. |
| „Pony“ (auch: Pony-Car) | Ford Mustang                                | 1964–heute |      | Der Ford Mustang ist der Ursprung der sog. „Pony-Cars“, der für amerikanische Verhältnisse eher kleinen, aber dennoch potenten Autos, die einen Gegenpol zu den sog. Muscle Cars bildeten. |
| „Kiemen-Coupé“ | Opel Kadett B Coupé                         | 1965–1967  |      | Zeitweise waren in der Coupé-Version des Opel Kadett B in einer dreieckigen, nach oben spitz zulaufenden C-Säule drei Sicken eingepresst, die Lüftungsschlitzen ähnelten und an Kiemen erinnerten. |
| „Schlitzaugen-Coupé“ | BMW 2000 Coupé (C/CA/CS)                    | 1965–1969  |      | Hier standen die eigentümlichen Frontscheinwerfer Pate. |
| „Glaserati“ | Glas V8                                     | 1965–1966  |      | Seine von Pietro Frua gezeichnete schnittige Form, die an zeitgenössische Maserati, insbesondere den Maserati Quattroporte, erinnerte, brachte ihm schnell den bewundernden Spitznamen „Glaserati“ ein, was aber den Untergang der Firma Glas nicht mehr verhindern konnte. |
| „Osso di seppia“ (Sepiaschulp) | Alfa Romeo Spider                           | 1966–1969  |      | Bei der ersten Serie des Alfa Romeo Spider erinnerte die Form die Italiener an den Schulp (Auftriebskörper) eines Sepia, besonders wenn das Fahrzeug weiß oder silberfarben lackiert war. |
| „Schwarzer Sarg“ | Opel Kadett Rallye                          | 1967–1973  |      | Die mattschwarze Lackierung der Motorhaube sollte Reflexionen verhindern, vor allem aber die sportlich interessierte Klientel ansprechen. Sie war für den Spitznamen verantwortlich. |
| „Strich-Achter“ (als 200 D auch „Heizölferrari“, „Wanderdüne“, „Schweine-Daimler“) | Mercedes-Benz W 114/W 115                   | 1967–1976  |      | Die Mercedes-Baureihe 200 D bis 280 E der 1970er-Jahre hatte – anders als etwa die S-Klasse oder die heute vergleichbare E-Klasse – keinen alle verbindenden Namen. Man behalf sich in Fachkreisen deshalb mit der internen Werksbezeichnung /8, die immer mehr zu dem halboffiziellen Namen dieser Baureihe wurde. |
| „Traurige Lösung“ | VW 1600 TL                                  | 1968–1974  |      | Die glücklose VW TL Limousine mit Fließheck kam vor allem wegen ihres Aussehens nicht gut an. „TL“ stand ursprünglich „Touren-Limousine“, im Volksmund wurde es zuweilen als „Traurige Lösung“ oder „Traurige Linie“ verballhornt. Alle Modelle des VW Typ 3 (Stufenheck, Fließheck und Variant) wurden nach dem Facelift von 1969 wegen der neu gestalteten Fronthaube zudem auch „Langschnauzer“ genannt. |
| „Baby-Corvette“ | Opel GT                                     | 1968–1973  |      | Der Opel GT (Slogan: Nur fliegen ist schöner) übernahm das sogenannte „Coke-Bottle-Design“ der Chevrolet Corvette – aber eben etwas kleiner. |
| „Nasenbär“ | VW 411                                      | 1968–1974  |      | Der lange Vorderwagen inspirierte zum Spitznamen „Nasenbär“. Andere bezeichneten ihn wegen des veralteten Konzepts als „Nordhoffs Vermächtnis“ oder „Abschiedsgeschenk“ (nach Heinrich Nordhoff, bis 1968 VW-Vorstandsvorsitzender) oder deuteten die Zahl 411 um in „4 Türen, 11 Jahre zu spät“. |
| „Hundeknochen“ | Ford 1968er Escort                          | 1968–1974  |      | Die charakteristische Form des Kühlergrills, der sich in der Mitte zwischen den Lampeneinfassungen verjüngt, erinnert viele Betrachter an einen Hundeknochen. |
| „Batmobil“ | BMW 3.0 CSL                                 | 1968–1975  |      | Die dritte und letzte Ausbaustufe des BMW 3.0 CSL verdankt ihren Spitznamen einem umfangreichen Aerodynamikpaket, insbesondere dem riesigen Heckflügel, der mangels Straßenzulassung im Kofferraum des Fahrzeugs verstaut ausgeliefert wurde. |
| „Flachkühler“ | Mercedes-Benz W 111 Coupé und Cabrio        | 1969–1971  |      | Nach einem Facelift von 1969 bekamen die großen Mercedes Coupés und Cabrios einen neu gestalteten, flacheren und breiteren Kühlergrill. Deshalb werden die danach gebauten Modelle „Flachkühler“, die davor produzierten „Hochkühler“ genannt. |
| „Volksporsche“, „VoPo“ | Porsche 914 (VW-Porsche)                    | 1969–1976  |      | Das Fahrzeug wurde als Kooperation von Volkswagen und Porsche entwickelt und gebaut. Zum Leidwesen des Porsche-Vertriebs haftete ihm sehr das „Brot-und-Butter-Image“ von VW an, woraus die wenig schmeichelhafte Bezeichnung „Volksporsche“ und dann die Abkürzung „VoPo“ abgeleitet wurde. Nur die Version mit dem 6-Zylinder-Motor von Porsche fand Anerkennung. |
| „Kübel“, „The Thing“ | VW Typ 181                                  | 1969–1980  |      | Der VW 181 war ein Militärfahrzeug im Stil des Kübelwagens, der offiziell als „Kurierwagen“ bezeichnet wurde. Im Sprachgebrauch der Bundeswehr nannte man ihn schnell nur noch kurz „den Kübel“. Die kübelförmigen Sitze des Urmodells gaben ihm den Namen. |
| „Knudsen-Taunus“ | Ford 1970er Taunus                          | 1970–1976  |      | Der „Knudsen-Taunus“ bekam seinen Spitznamen nach Semon E. „Bunkie“ Knudsen, 1968–1969 Ford-Vorstandsvorsitzender, während dessen Amtszeit alle neuen Ford-Modelle die charakteristische Frontpartie und die Motorhaube mit der sogenannten Knudsen-Nase bekamen. |
| „Schneewittchensarg“ | Volvo P1800                                 | 1971–1973  |      | Die Shooting-Brake-Kombiversion erhielt ein langes, großzügig verglastes Heck, das ein wenig an den gläsernen Sarg von Schneewittchen erinnert. Das konventionell gestaltete Coupé blieb ohne Spitznamen. |
| „Entenbürzel“ | Porsche 911 Carrera RS                      | 1972–1972  |      | Die charakteristische, spoilerartige Form der Motorabdeckung erinnerte an einen Entenbürzel. |
| „Bambino“ | Fiat 126                                    | 1972–2000  |      | Er war so klein und niedlich, dass er elterliche Gefühle weckte und italienisch „Bambino“ für „kleines Kind“ genannt wurde. Viele Kunden glaubten schließlich, der italienische Kleinwagen heiße wirklich so. Er erhielt sogar einen zweiten Spitznamen: „Elefanten-Rollschuh“. |
| „Schwalbenschwanz“ | VW Golf I                                   | 1974–      |      | Die ersten Ausführungen hatten ein geknicktes Heckblech, das nach ersten Modellpflegemaßnahmen durch ein gerades Heckblech ersetzt wurde. Deshalb werde diese Modelle der ersten Serie "Schwalbenschwanz„oder“Schwalbenschwanz-Golf" genannt. |
| „Anteater“ (Ameisenbär) | Wolseley 2200 (BLMC ADO71)                  | 1975       |      | Die profilierte Motorhaube und der leicht vorstehende Kühlergrill erinnerte Beobachter an die Nase eines Ameisenbären. Dieser Spitzname wurde auch für den baugleichen und sehr ähnlich gestalteten Morris 1800/2200 verwendet. Der ebenfalls baugleiche Austin 1800/2200, der eine abweichend geformte Frontpartie hatte, trug diese Bezeichnung dagegen nicht. |
| „Rollendes Aquarium“, „Football auf Rädern“, „Großer Frosch“, „Fish Bowl“ (USA) | AMC Pacer                                   | 1975–1980  |      | Die rundliche Form mit den großen Glasflächen (37 % der Fahrzeugoberfläche) provozierte sowohl auf dem Heimatmarkt in den USA als auch in Deutschland den Vergleich mit einem Aquarium. Wegen seines eigenwilligen Aussehens wurde er auch als „Football auf Rädern“ sowie als „großer Frosch“ bezeichnet. |
| „Magnum-Ferrari“ | Ferrari 308 GTS                             | 1975–1985  |      | In der US-amerikanischen Fernsehserie „Magnum“ fuhr Tom Selleck einen solchen Ferrari 308 GTS. Bis heute ist der 308er GTS (später dann ein QV) mit diesem Spitznamen fest verbunden. |
| „Döner-Corvette“ | BMW 3er                                     | 1975-heute |      | Der sportliche Charakter und eine ganze Palette leistungsstarker Motoren machten den BMW 3er, gerade als Gebrauchtwagen, auch bei Menschen mit niedrigerem Einkommen attraktiv. Abwertend wurde und wird auch noch vereinzelt der Begriff „Döner-Corvette“ verwendet. Dieser Begriff soll zum einen suggerieren, dass das Geld für den Sportwagen einer einfachen Tätigkeit wie dem Verkauf von Dönern entstammt und zum anderen, dass es für eine echte Chevrolet Corvette nicht gereicht hat. |
| „Blechnase“ | BMW E23 (Vor Facelift)                      | 1977–1986  |      | Vor dem Facelift im Jahre 1983 hatte der 7er BMW eine Niere, die in lackiertem Blech gefasst und stärker nach vorn gepfeilt war, danach wurde sie deutlich abgeflacht und in den Kühlergrill integriert. Daher nennt man die frühen 7er von 1977 bis 1983 „Blechnase“. |
| „Stoffhund“ | Trabant 601 Kübelwagen                      | 1978–1990  |      | Der Wagen wurde wegen seines Stoffverdecks in Truppenkreisen bei diesem Namen genannt. |
| „Erdbeerkörbchen“ | VW Golf Cabriolet                           | 1979–1993  |      | Der breite Überrollbügel und die kantige Karosserieform ließen den Wagen wie einen Korb mit Henkel aussehen. |
| „Rucksack-Golf“ | VW Jetta, Vento, Bora                       | 1979–heute |      | Die VW-Typen Jetta, Vento und Bora basierten auf den jeweiligen VW-Golf-Modellen ihrer Zeit und unterschieden sich äußerlich durch das Stufenheck, das wie nachträglich angefügt, wie ein „Rucksack“ empfunden wurde. Die Fachpresse ist sich einig, dass dieses „Dilemma“ mit den Jetta-Modellen von 2010 korrigiert sei. (Vergl.: VW Derby, VW Santana) |
| „Kiste“ | Fiat Panda                                  | 1980–2003  |      | Der Panda von Fiat war ein minimalistisch konstruiertes Auto, das wegen seiner kantigen Form als „die tolle Kiste“ beworben wurde. |
| „Baby-Benz“ | Mercedes-Benz 190/190 E                     | 1982–1993  |      | Der erste Mercedes-Benz (vor dem Erscheinen der Mercedes-Benz-A-Klasse) unterhalb der mittleren Baureihe W 123 wurde zuerst in den USA und dann auch in Deutschland „Baby-Benz“ genannt. |
| „Mörderbiene“ | Mercedes-Benz C 140                         | 1992–1998  |      | Der Nachfolger des sehr beliebten Mercedes Coupes C 126 stieß, wie schon das Limousinen Pendant W 140 wegen seiner Optik auf harsche Kritik. Neben dem klobigen Design standen die ausgeprägte Form der Scheinwerfer im Focus der Kritiker, die manche an ein riesiges Insekt erinnert haben mag. |
| „Turnschuh“ | BMW Z3 Coupé                                | 1998–2002  |      | Die Roadster der Z3-Modellreihe wurden im August 1998 um ein „Shooting-Brake“-Modell erweitert. Das daraus resultierende Design des geschlossenen Coupés war umstritten und wurde landläufig als „Turnschuh“ bezeichnet. |
| „Hängebauchschwein“ | BMW 1er                                     | 2004–2011  |      | Seiner gewölbten Falte im Blech hat der 1er-BMW seinen wenig schmeichelhaften Spitznamen zu verdanken. |
| „Würfel“ | Suzuki Jimny                                | 1998–2018  |      | Wegen seiner „würfeligen“ Form wird der Wagen unter Jimnyfahrern so genannt. |

## Amerikanische Spottbezeichnungen
In den USA sind Spottbezeichnungen für unbeliebte Autos verbreitet,
z. B.:
- Ford Contour – „Ford Detour“ („Umleitung“),
- Mercury Mystique – „Mercury Mistake“ („Fehler“)
- Chevette – „Shitvette“ („Scheißvette“)
- Plymouth Acclaim – „Plymouth Reclaim“ (sinngem. „Beschwerde“)
- Ford Explorer – „Ford Exploder“ („Explodierer“)
- Fiat – „Fix It Again, Tony“ („Reparier ihn wieder mal, Tony“)
- Ford – „Fix Or Repair Daily“ („Flicke oder repariere ihn täglich“); “Found on road, dead” („Auf der Straße angetroffen, kaputt“)
- Chevy Nova – „Chevy No Va“ („geht nicht“ auf Spanisch)
- Chrysler Crossfire – „Chrysler Misfire“ („Fehlzündung“)
- Edsel 1958 –  „every day something else leaks“, zu Deutsch: „Jeden Tag ist etwas anderes undicht“; „Oldsmobile Sucking a Lemon“ („Zitrone lutschender Oldsmobile“)
- Packard (1948–1950) – „Pregnant Elephant“; „Inverted Bathtub“ („Schwangerer Elefant“ und „umgedrehte Badewanne“; das etwas schwülstig geratene Facelift der bekannten Clipper-Modelle erhielt gleich zwei Übernamen)
- Packard (1957–1958) – „Packardbaker“: Die Packard-Modelle der Baujahre 1957–1958 basierten auf Studebaker-Modellen.
- Chevy, nicht wirklich eine Spottbezeichnung für Chevrolet, aber so verbreitet, dass das Management sich 2010 genötigt sah, seine Mitarbeiter zu „ermuntern“, nur noch die korrekte Bezeichnung zu verwenden.

Vergleichbar sind deutschsprachige Spottbezeichnungen:
- British Leyland – „Britisch Elend“
- Ford Fiesta – „Ford Fiasko“
- Ford Mondeo – „Ford Mon Dieu“
- Fiat – „Fehler in allen Teilen“, „Für Italiener ausreichende Technik“
- Citroën 5CV „Trèfle“ – „Entenbürzel“ (Schweiz; „Trèfle“ („Kleeblatt“) ist bereits ein Spitzname für den Dreisitzer)
- BMW Isetta – „Asphaltblase“ (oft auch auf andere Kleinstautos, z. B. Smart, angewendet)
- MG (Sportwagen) – „Schlaglochsuchgerät“ (Schweiz)
- Chevrolet Corvette – „Crevette“ (Schweiz)
- Subaru Impreza WRX – „Bauernporsche“ (Schweiz)
- Suzuki SJ410 – „Affentraktörchen“ (Schweiz)
- Suzuki Wagon R – „Selbstfahrcontainer“ (Schweiz)
- Sport Utility Vehicle – „Hausfrauenpanzer“, seltener „Vorstadtpanzer“ (markenübergreifend)

## Ausstattungs- und Anbauteile
Nicht nur bestimmte Automodelle haben im Laufe der Jahre Spitznamen erhalten, sondern auch diverse Ausstattungs- und Anbauteile, seien sie modellspezifisch, auf einen speziellen Hersteller bezogen oder auch für verschiedene Fahrzeugmodelle.

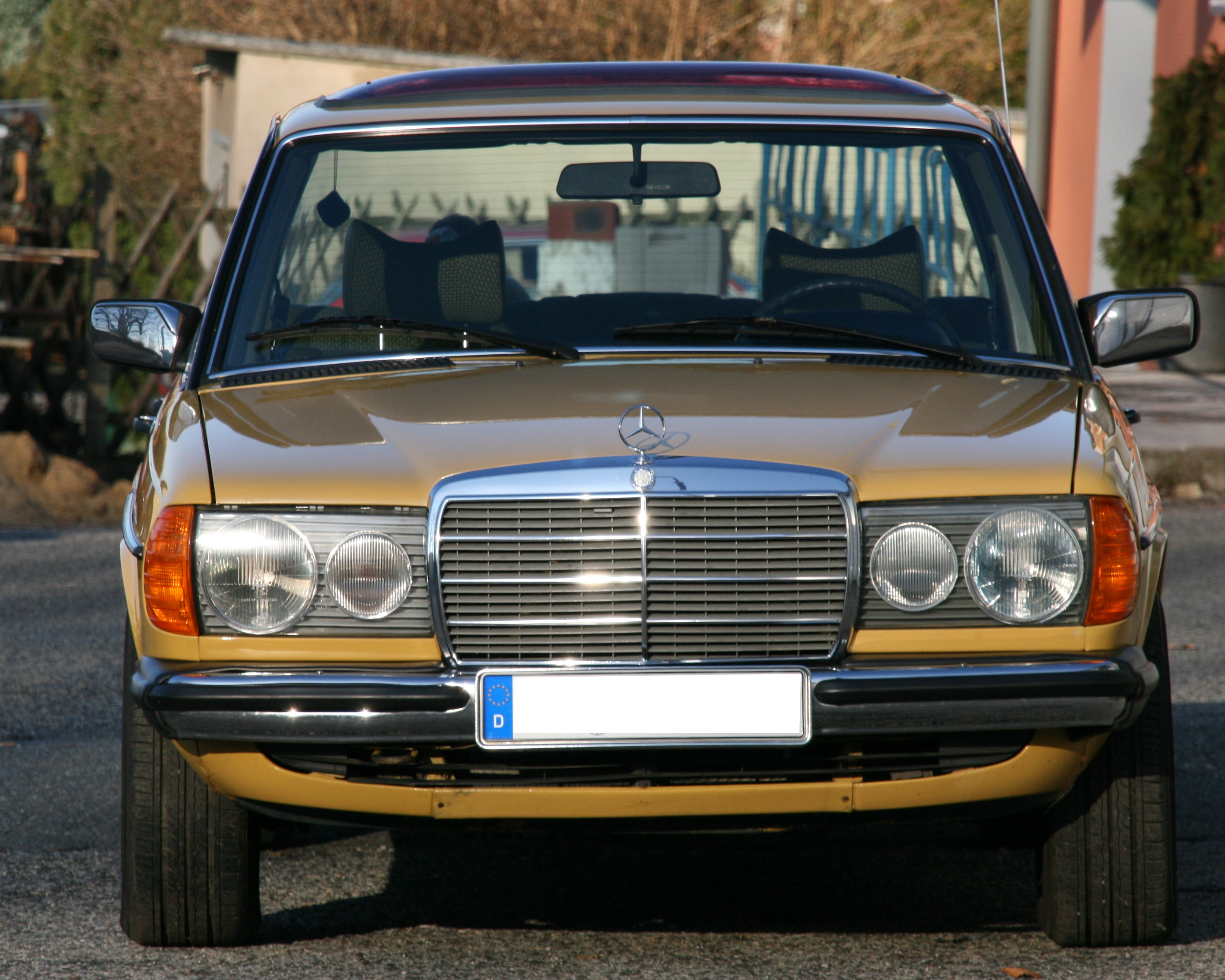
Der Mercedes W 123:
„Ochsenaugen“ und „Hasenohren“-Kopfstützen kennzeichnen die erste Serie.

Auf einen bestimmten Fahrzeugtyp zugeschnitten sind z. B. die Begriffe Rheumaklappen für seitliche Lüftungsklappen der frühen VW-Käfer-Modelle oder Elefantenfüße für die klobigen runden Heckleuchten am Ende der Käfer-Baureihe. Die Rückleuchten der ersten Serie der BMW 02er erhielten den Namen Spiegeleier. Den gleichen Spottnamen bekamen Jahre später die unbeliebten Frontscheinwerfer des Porsche 996. Ochsenaugen werden die Scheinwerfer der Diesel- und Vierzylindermodelle der Mercedes-Baureihe W 123 genannt, die erst mit der letzten Modellpflege durch Breitbandscheinwerfer der Sechszylindermodelle ersetzt wurden. Die unteren Ausbuchtungen der Scheinwerfern des, wegen seines Designs kontrovers diskutierten 7er BMW E65, wurden als „Tränensäcke“ kritisiert, die nach einem Facelift wieder verschwanden.
Die ersten Baureihen des Mercedes W 123 hatten auch andere Kopfstützen, deren Form ihnen den Spitznamen Hasenohren verschaffte und mit denen bis Ende der 1970er-Jahre Mercedes-Modelle aller Baureihen ausgeliefert wurden. Typisch für Mercedes dieser Zeit waren ferner geschmiedete Leichtmetallräder, die allgemein Barockfelgen genannt werden, während man den weitaus schlichteren Rädern, die in den 1980er-Jahren folgten, den Namen Gullydeckel gab, weil sie tatsächlich formal ein wenig daran erinnerten. Die mit der Modellreihe W 126 eingeführten seitlichen Kunststoffverkleidungen erhielten nach dem damaligen Chef-Designer die inoffizielle Bezeichnung Sacco-Bretter. Nach und nach wurden alle Modelle damit ausgerüstet, bis mit dem Ende der Baureihe R 129 im Jahr 2001 der letzte Mercedes mit diesem Designmerkmal ausgeliefert wurde.

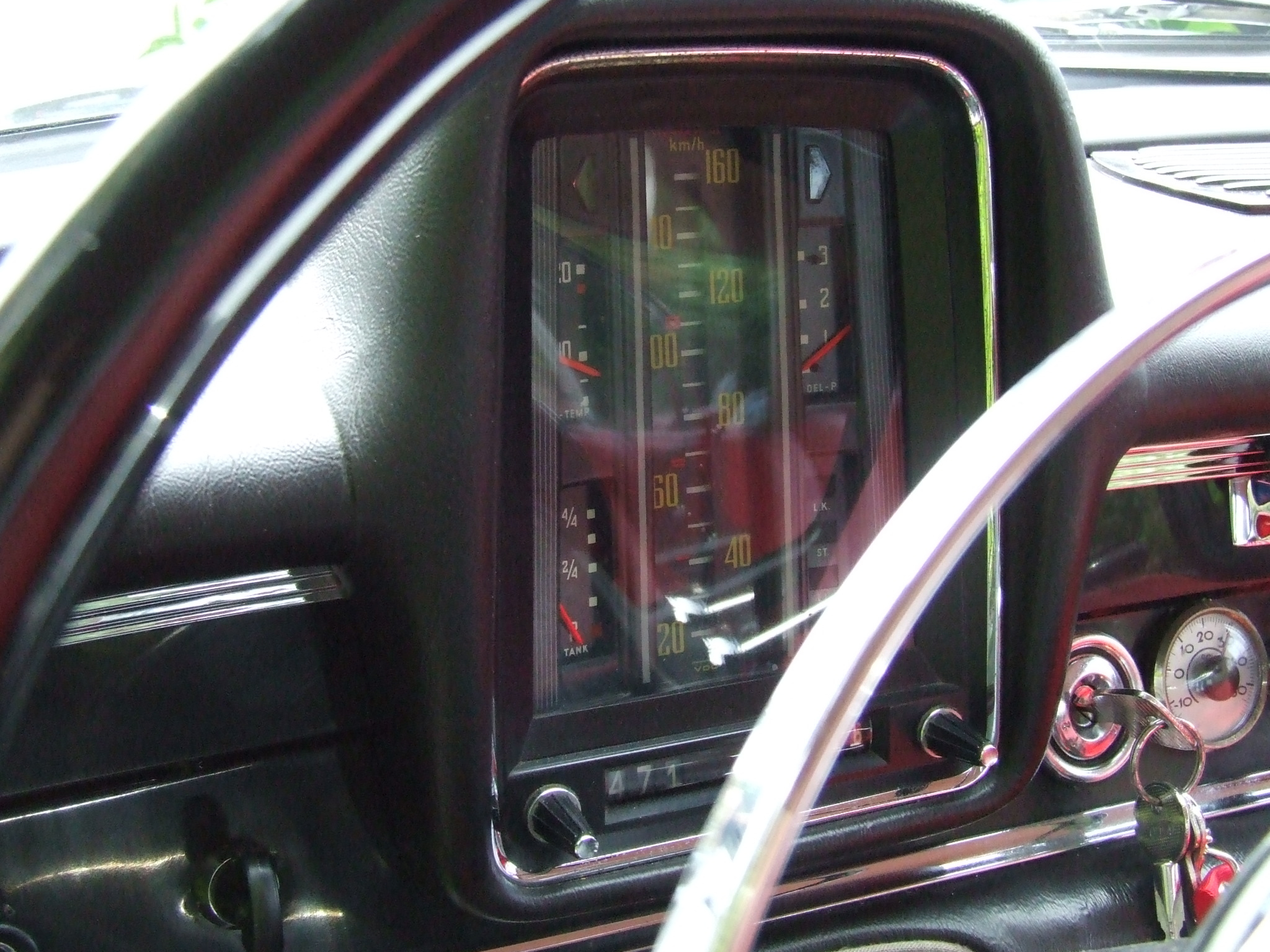
Das Fieberthermometer. Der Walzentacho im Mercedes W110.

Ende der 1950er-, Anfang der 1960er-Jahre waren Tachometer in Mode, bei denen die Geschwindigkeit – anstatt in einem Rundinstrument mit einem Zeiger – in einer anwachsenden Skala angezeigt wurde. Beim sogenannten Walzentacho der „Heckflossen“-Mercedes der Baureihen W 110/W111 wählte man die ungewöhnliche Lösung, die Geschwindigkeitsskala senkrecht anzubringen. Das brachte diesem Instrument den Namen Fieberthermometer ein.
Ein Sportlenkrad von Volkswagen, das es in den 1970er-Jahren in den Typen Golf GTI und Scirocco gab, hatte einen becherförmigen Pralltopf als Lenkradnabe und wurde im Volksmund Spucknapflenkrad genannt. Die im Golf I verwendete Abdeckung der Instrumente wird gemeinhin als „Tittentacho“ bezeichnet – die radial spitz zulaufende Blende sollte Lichtreflexionen vermeiden und damit stets die einwandfreie Ablesbarkeit sicherstellen.
Unabhängig vom Fahrzeugtyp werden bestimmte Ausstattungen oder Anbauteile mit verschiedenen Bezeichnungen versehen. So nennt man beispielsweise digitale Anzeigeinstrumente oft Mäusekino oder Lüftungsschlitze, die seitlich oder auf der Motorhaube angebracht sind, Kiemen, seien sie nun serienmäßig und tatsächlich in Funktion oder nur ein dekoratives Anbaugimmick. In eine solche Kategorie fallen auch die Metzgersicheln, Radlaufchromleisten, die besonders gern an Fahrzeugen der Oberklasse angebracht wurden und einen schlechten Ruf haben, weil sie den Rost fördern. Offenbar gibt es das Klischee, dass eine bestimmte Berufsklientel als Zweit- oder Dritthalter seine Fahrzeuge derart aufzuwerten suchte. Heckspoiler, besonders solche, die nach hinten steil aufragen, werden oft Bürzel genannt. Sehr häufig sah man solche an Modellen des Typs Porsche 911.

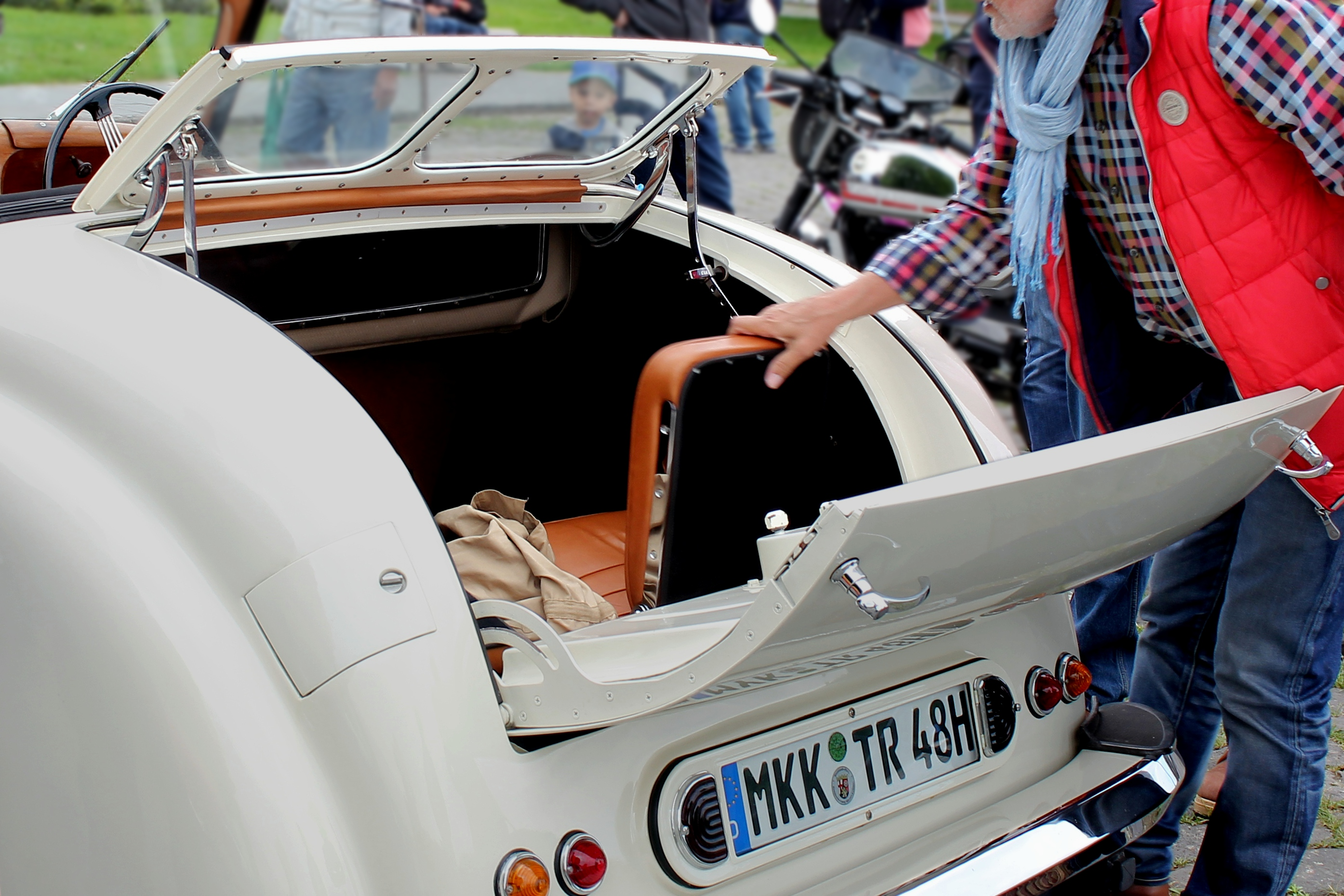
„Schwiegermuttersitz“ eines Triumph 1800 von 1948 wird eingerichtet

Eher bei älteren Fahrzeugen, zum Teil aus der Vorkriegszeit, gab es aufklappbare Notsitze, deren Passagiere zumeist im Freien saßen, während man auf den vorderen Sitzen durch ein Verdeck oder sogar durch ein festes Dach geschützt war. Da diese Notsitze eher unbeliebt waren, wurden sie Schwiegermuttersitz genannt. Türen, die hinten angeschlagen sind, haben den Namen Selbstmördertüren erhalten. Es gab sie vor allem bis in die 1950er-Jahre. Heute gibt es sie nur noch selten an Pkws.
Eine Getriebeschaltung, deren Schalthebel durch die Armaturentafel eines Fahrzeuges geführt wird, nennt man Krückstock- oder Revolverschaltung, wobei es sich fast nicht mehr um einen Spitznamen, sondern schon um eine offizielle Bezeichnung handelt.
Auch konstruktionsbedingte und fahrtechnische Phänomene erhielten Spitznamen. So wurde das Aufschaukeln des Motorblocks bei bestimmten Baureihen von Diesel-PKWs der Marke Mercedes-Benz mit Schaltgetriebe, vor allem der Baureihe W 124, angelehnt an eine beliebte Westernserie spöttisch „Bonanza-Effekt“ genannt, weil es an ein störrisches Reitpferd erinnerte. Ein Fahrmanöver schwedischer Autotester, das die seinerzeit neu eingeführte Mercedes-Benz A-Klasse während einer Testfahrt zum Umstürzen brachte, erhielt den Namen „Elchtest“.